# Žalm 11
Žalm 11 („Utíkám se k Hospodinu“, v Septuagintě dle řeckého číslování žalm 10) je biblický žalm. Žalm je nadepsán těmito slovy: „Pro předního zpěváka, Davidův.“ Podle některých vykladačů toto nadepsání znamená, že žalm byl určen k tomu, aby jej při určitých příležitostech odzpívával zkušený zpěvák za přítomnosti krále z Davidova rodu.

## Užití
Spis Šimuš Tehilim („Užití Žalmů“), jehož autorem je zřejmě židovský učenec Chaj Ga'on (939–1038), uvádí, že recitace 11. žalmu je nápomocná proti zlým duchům, špatným lidem a různým nebezpečím.